# Рощаховка
Роща́ховка (укр. Рощахівка) — село в Кетрисановской сельской общине Кропивницкого района Кировоградской области Украины.
До 2020 года входило в Бобринецкий район
Население по переписи 2001 года составляло 456 человек. Почтовый индекс — 27252. Телефонный код — 5257. Занимает площадь 0,685 км². Код КОАТУУ — 3520886401.